# Kotlin (gmina)
Kotlin – gmina wiejska w województwie wielkopolskim, w powiecie jarocińskim. W latach 1975–1998 gmina położona była w województwie kaliskim.
Siedziba gminy to Kotlin.
Według danych z 31 marca 2011 gminę zamieszkiwały 7193 osoby. Natomiast według danych z 31 grudnia 2017 roku gminę zamieszkiwało 7503 osób.

## Struktura powierzchni
Według danych z roku 2002 gmina Kotlin ma obszar 84,08 km², w tym:
- użytki rolne: 81%
- użytki leśne: 11%

Gmina stanowi 14,31% powierzchni powiatu.

## Demografia

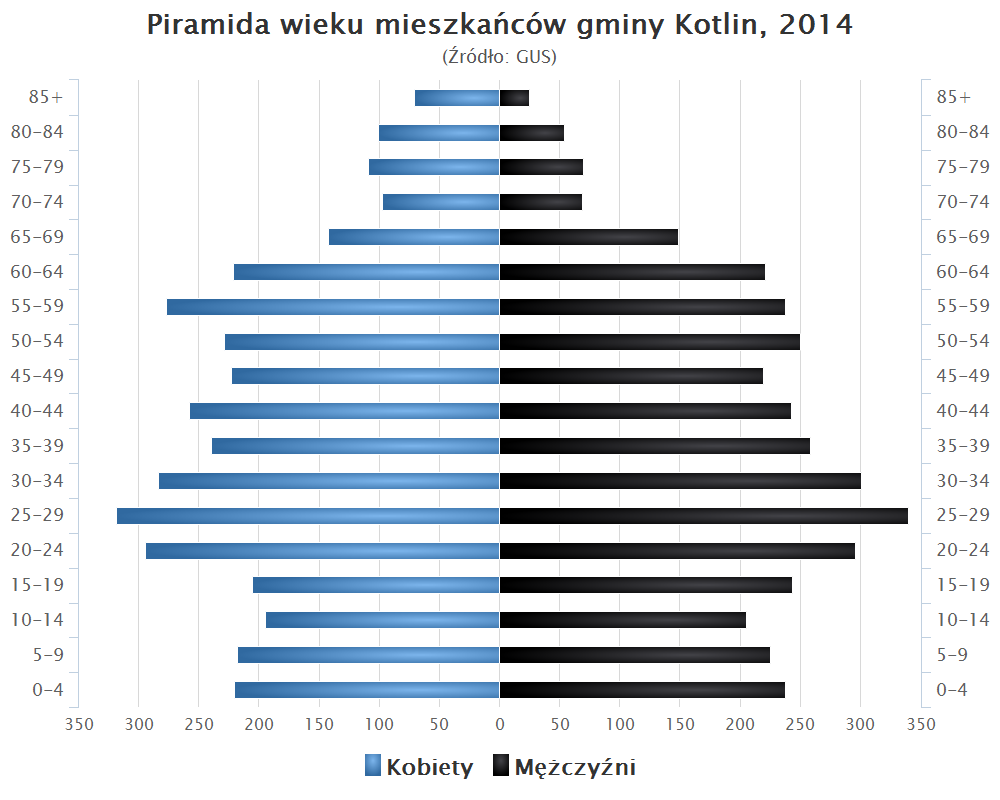
Piramida wieku mieszkańców gminy Kotlin w 2014 roku

Dane z 30 czerwca 2004:
| Opis                              | Ogółem | Ogółem | Kobiety | Kobiety | Mężczyźni | Mężczyźni |
| --------------------------------- | ------ | ------ | ------- | ------- | --------- | --------- |
| Jednostka                         | osób   | %      | osób    | %       | osób      | %         |
| Populacja                         | 7082   | 100    | 3591    | 50,7    | 3491      | 49,3      |
| Gęstość zaludnienia [mieszk./km²] | 84,2   | 84,2   | 42,7    | 42,7    | 41,5      | 41,5      |

## Sąsiednie gminy
Czermin, Dobrzyca, Jarocin, Pleszew, Żerków